# Baiae

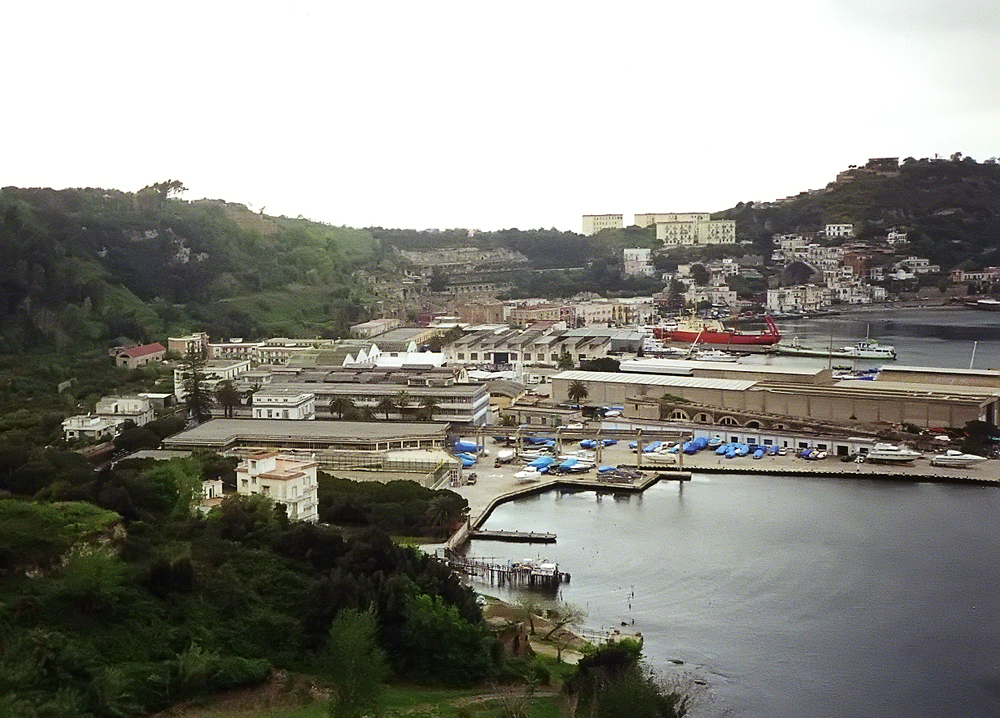
Blick auf Baia vom Castello Aragonese aus. Am Hang die Ausgrabungen des antiken Baiae

Baiae war eine antike Siedlung am Golf von Neapel; die Römer machten aus ihr eine Art Seebad mit Vergnügungsmöglichkeiten aller Art. Heute ist der Nachfolgeort Baia ein Ortsteil der Stadt Bacoli.

## Lage
Baiae liegt am nordwestlichen Rand des Golfs von Neapel zwischen Puteoli und der Halbinsel Misenum.

## Geschichte

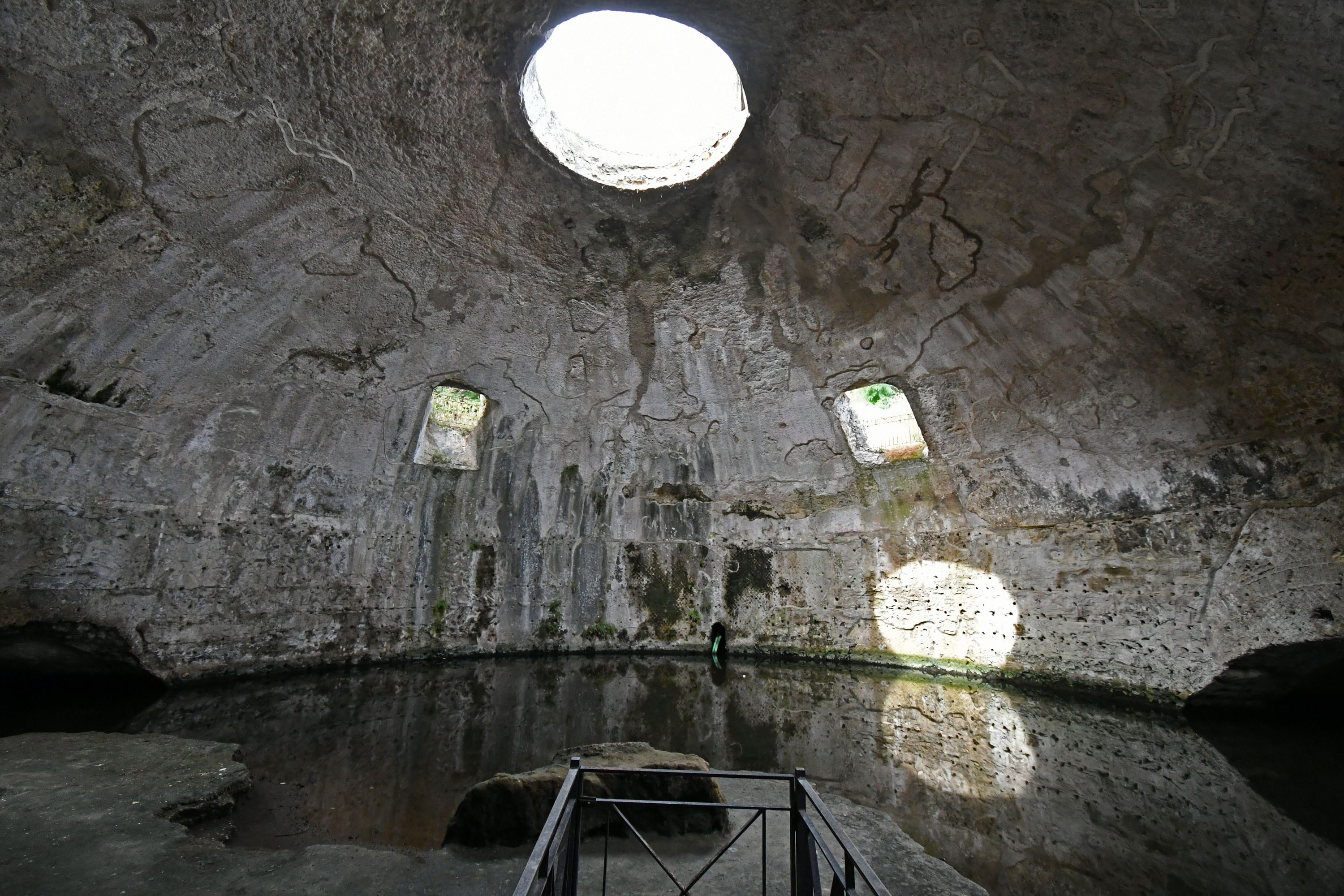
Der Tempio di Mercurio (mit Opaion) diente vermutlich als Speiseraum, der mit einem Wasser-Ambiente ausgestattet war.

Baiae war der alte Hafen der von griechischen Kolonisten gegründeten Stadt Cumae. Der Name soll von Baios, dem Steuermann des Odysseus, stammen. Es blieb stets von Cumae abhängig.
Baiae war für seine Quellen bekannt und entwickelte sich vor allem in der späten römischen Republik und am Beginn der Kaiserzeit zu einem beliebten Heilbad und Erholungsort. Zahlreiche wohlhabende Römer wie Caesar oder Cicero ließen in der Umgebung der Stadt aufwändige Villen errichten. Auch römische Kaiser wie Caligula, Nero oder Hadrian nahmen dort zeitweilig Aufenthalt; ein Teil des Gebiets von Baiae war seit Augustus kaiserlicher Besitz.
Das dem Vergnügen gewidmete Leben in Baiae war sprichwörtlich; so schilderte es Cicero in seiner Verteidigungsrede für Marcus Caelius Rufus. Ovid bezeichnete Baiae als geeigneten Ort für Liebesspiele. Einige Zeitgenossen wie Seneca, der den Ort ein „Rasthaus der Laster“ (deversorium vitiorum) nannte, kritisierten die Leichtlebigkeit in Baiae.

## Archäologie
In Baiae sind umfangreiche Reste antiker Thermenbauten erhalten, die heute in einem Archäologischen Park liegen. Drei römische Kuppelbauten tragen traditionelle Bezeichnungen als „Tempel“, gehörten aber in Wirklichkeit zu Thermenanlagen.
| Daten                      | Tempel der Diana       | Tempel der Venus       | Tempel des Merkur      |
| -------------------------- | ---------------------- | ---------------------- | ---------------------- |
| Erbaut                     | 2. Jahrhundert n. Chr. | 2. Jahrhundert n. Chr. | 1. Jahrhundert v. Chr. |
| Kuppelinnendurchmesser (⌀) | 29,50 m                | 26,30 m                | 21,55 m                |
| Kuppelschalendicke         | 1,20 m                 |                        |                        |
| Kuppelschalendicke zu ⌀    | 1:25                   |                        |                        |
| Ringmauerdicke             | 5,70 m                 | 2,90 m                 |                        |
| Ringmauerdicke zu ⌀        | 1:5,2                  | 1:9,1                  |                        |
| Kuppelmaterial             |                        |                        | Beton                  |
| Durchmesser Opaion         |                        |                        | 3,65 m                 |
| Durchmesser Opaion zu ⌀    |                        |                        | 1:5,9                  |

Diese Badeanlage gilt als die erste Großkuppel der Welt und bestand bereits aus römischem Beton.
Archäologischer Unterwasserpark
Durch Veränderungen des Meeresspiegels (Bradyseismos) liegen Teile des antiken Ortes inzwischen unter Wasser, wo ein archäologisches Schutzgebiet – der Unterwasserarchäologiepark Baiae (Parco Archeologico Sommerso di Baia) – eingerichtet wurde, das von Booten aus oder in Tauchgängen besichtigt werden kann, die durch den Verband Assodiving Flegreum organisiert werden. (Die Aufsicht über den Park liegt derzeit in der Verantwortung der Archäologischen Behörde von Neapel und Caserta.)

## Medien
- Römisches Atlantis: Die versunkene Stadt Baiae, ARTE Dokumentation